# 渡辺素舟
渡辺 素舟（渡邊 素舟、わたなべ そしゅう、1890年11月16日 - 1986年1月16日）は、工芸研究者。
愛知県西春日井郡新川村（現・清須市）出身。本名は清重郎。1916年東洋大学専門部哲学科卒。1931年帝国美術学校講師、多摩帝国美術学校教師、1939年東京高等工芸学校講師、1948年多摩造形芸術専門学校教授。1953年校名変更で多摩美術大学教授、1965年定年退任、名誉教授。1961年「東洋文様史の研究」で東洋大学文学博士。日本工芸会評議員。東洋に伝わる建造物や工芸品、着物の文様を系統的に研究した先駆者。

## 編著書
- 『みなし児 少年小説』編 自由社 児童文庫 1915[2]
- 『素人に出来る商店窓飾標準図案』編 平安堂書店[ほか 1927
- 『現代日本の工芸美術』図案工芸社 1928
- 『支那陶磁器史』中央出版社 1929　のち大空社で復刊
- 『日本工芸史』厚生閣 1938
- 『平安時代国民工芸の研究』東京堂 1943
- 『東洋図案文化史の研究』冨山房 1951
- 『世界十二支図案集』編著 技報堂 1958
- 『東洋文様史』冨山房 1971　のち日本図書センター
- 『日本服飾美術史』雄山閣 1973
- 『中国古代文様史 工芸デザインの分析』雄山閣 1976
- 『日本広告デザイン史』技報堂 1976
- 『漆工 その伝統美の系譜』雄山閣出版 1979

### 共著
- 『図案の美学』杉浦非水共著 アトリヱ社 1932
- 『実用図案資料大成 第1至3巻 (動物資料図案集』杉浦非水共編 アトリヱ社 1933
  - 『世界動物図案資料集成』杉浦非水共編 技報堂 1952
  - 『Retoro-style 世界のレトロな挿絵コレクション 2(動物編)』青幻舎 2006
- 『実用図案資料大成 第4,5巻 (植物資料図案集)』杉浦非水共編 アトリヱ社 1933
  - 『世界植物図案資料集成』杉浦非水共編 技報堂 1952
  - 『Retoro-style 世界のレトロな挿絵コレクション 3(植物編)』青幻舎 2006
- 『実用図案資料大成 第6至8巻 (人物資料図案集)』杉浦非水共編 アトリヱ社 1933
  - 『世界人物図案資料集成』杉浦非水共編 技報堂 1952
  - 『Retoro-style 世界のレトロな挿絵コレクション 1(人物編)』青幻舎 2006
- 『日本の文様 27 桐・牡丹』宗政五十緒,河原正彦共著 光琳社出版 1977

## 注
1. ↑  東京文化財研究所
2. ↑  この著作から、当初は児童文学者を目ざしたかと思われるが不詳。